# 大谷町站
大谷町站（日语：／ Ōyamachi eki */?）是位於宮城県氣仙沼市本吉町野野下，東日本旅客鐵道（JR東日本）氣仙沼線BRT（巴士快速交通系統）的巴士站。

## 歷史
因東日本大地震，在2016年3月，JR東日本決定把氣仙沼線柳津站至氣仙沼站之間的鐵路服務被轉換為BRT。隨後，為了方便乘客使用BRT，氣仙沼市向JR東日本提出設置多個新站。此站便是其中一座新建車站，但是此站不是2016年7月最初提出希望設置的車站，而是在2020年6月於氣仙沼市地域公共交通會議中提及建設此站。

### 年表
- 2020年（令和2年）6月3日：在令和2年度第1回氣仙沼市地域公共交通會議中提及設置此站，在會議中同意建設此站[2][3]。並預定在令和4年春建成。
- 2021年（令和3年）6月25日：JR東日本發表新設此站[4][5][6]。
- 2022年（令和4年）3月12日：車站啟用[7][8]。

## 巴士站構造
巴士站是建設於巴士專用道上，該道路原本是路軌。該專用道先行在2021年12月27日開始使用，隨後才建設此站。此站沒有避車處。
只有氣仙沼方向的月台設有上蓋。

## 巴士站周邊
巴士站位於氣仙沼市大谷地區的市區。在車站西邊設有防災集團遷移團地、災害公營住宅。附近由於沒有醫療機構或商店，因此前往這些地方均要乘坐此BRT。
包含此站在內，由於在本吉站至氣仙沼站之間與氣仙沼線BRT並行的宮交巴士三陸線盈利下降，在2020年10月1日起由巴士公司自主運行變為由氣仙沼市委託運行。另外，若建設此站能夠確保有包括的交通手段，更會計劃把該巴士路線廢除。
- 大谷漁港
- 大谷郵局
- 國道45號（日语：国道45号）

## 使用狀況
根據JR東日本的資料，在2022年度（令和4年度）1日平均乘車人次為6人。
以下為巴士站啟用後的使用狀況：
| 乘車人次變化       | 乘車人次變化     | 乘車人次變化   |
| 年度               | 1日平均 乘車人次 | 參考資料       |
| ------------------ | ---------------- | -------------- |
| 2021年（令和03年） | 9                | [ 使用人次 2 ] |
| 2022年（令和04年） | 6                | [ 使用人次 1 ] |

## 相鄰巴士站
東日本旅客鐵道（JR東日本）
■氣仙沼線BRT
大谷海岸－大谷町－陸前階上

## 注腳
1. ↑  . レスポンス. イード. 2016-03-18  [2022-02-27]. （原始内容存档于2021-08-15） （日语）.
2. 1 2   (PDF). 気仙沼市. 2020-06-03  [2022-02-27]. 原始内容存档于2022-02-07 （日语）.
3. ↑  . 気仙沼市. 2021-02-09  [2022-02-27]. 原始内容存档于2024-01-17 （日语）.
4. ↑   (PDF) (新闻稿). 東日本旅客鉄道盛岡支社、東北工事事務所. 2021-06-25  [2021-06-25]. （原始内容 (PDF)存档于2021-06-27） （日语）.
5. ↑  . 河北新報ONLINE NEWS. 2021-06-26  [2022-02-27]. （原始内容存档于2021-06-28） （日语）.
6. ↑  . 朝日新聞デジタル. 2021-06-30  [2022-02-27]. （原始内容存档于2021-07-02） （日语）.
7. 1 2   (PDF) (新闻稿). 東日本旅客鉄道盛岡支社、東日本旅客鉄道仙台支社. 2022-01-26  [2022-02-27]. （原始内容 (PDF)存档于2022-01-26） （日语）.
8. ↑  . 三陸新報. 2022-01-28  [2022-02-27]. （原始内容存档于2022-01-28） （日语）.
9. ↑  . 三陸新報. 2022-03-01  [2022-03-03]. （原始内容存档于2022-03-01） （日语）.
10. ↑   (PDF). 気仙沼市. 2020-08-20  [2022-03-07]. 原始内容存档于2022-03-02 （日语）.

使用人次
1. 1 2  . 東日本旅客鉄道.   [2023-07-07]. （原始内容存档于2023-07-07） （日语）.
2. ↑  . 東日本旅客鉄道.   [2022-08-02]. （原始内容存档于2024-03-03） （日语）.

## 外部連結
- 車站資訊（大谷町）：東日本旅客鐵道